# Algemene Dienst Inlichting en Veiligheid
De Algemene Dienst Inlichting en Veiligheid (ADIV), ook wel het stafdepartement Inlichtingen en Veiligheid, (Frans: Service Général du Renseignement et de la Sécurité (SGRS)) is de militaire inlichtingendienst van België. Zijn burgerlijke tegenhanger is de Veiligheid van de Staat/Sûreté de l'État (VSSE).
Het hoofdkwartier van de ADIV bevindt zich in Evere. De dienst telde telt in 2024 meer dan 900 personeelsleden. De militaire term die binnen Defensie wordt gebruikt is de Assistant Chief Of Staff Intelligence and Security (ACOS IS).
In de burgercontext wordt vaak de dubbele officiële Nederlandstalige en Franstalige afkorting "SGRS/ADIV" gebruikt. Binnen Defensie, spreekt men eerder over "ACOS IS".

## Algemeen
De ADIV werd opgericht in 1915 als 2de Bureau van de Generale Staf. In tegenstelling tot de Staatsveiligheid is er geen openheid betreffende het budget van de ADIV. De dienst is ook actief in het buitenland en dan vooral in de oude koloniale gebieden en de landen waar militairen deelnemen aan operaties voor peace making en peace keeping. In 2014 opereert de ADIV in Afghanistan, Mali en Libanon, en ondersteunt deze mede operaties van de internationale coalitie tegen Islamitische Staat.
Om zo veel mogelijk overlappingen te vermijden met de burgerlijke inlichtingendienst VSSE bestaan er meerdere samenwerkingsprotocollen. In zowat alle NAVO-landen bestaat er een afzonderlijke militaire inlichtingendienst.
Een relatief nieuw onderdeel van de dienst is het Cyber Command, opgericht op 19 oktober 2022. het houdt de computernetwerken en wapensystemen van de Belgische krijgsmacht in de gaten en beveiligt tegen cyberaanvallen. Het maakt onder andere gebruik van netwerken en wapensystemen die blootgesteld worden aan de slechte bedoelingen van tegenstanders. Het Cyber Command is een integraal onderdeel van de ADIV, deze entiteit binnen de dienst is cruciaal binnen de ontwikkeling van Defensie. 
De ADIV en de VSSE, net als fusiecenter OCAD, zijn onderworpen aan democratische controle uitgeoefend door het Vast Comité voor Toezicht op de Inlichtingen- en Veiligheidsdiensten (Comité I), die rapporteert aan het Parlement in de Bijzondere Commissie Belast met de Parlementaire Begeleiding van het Vast Comité van Toezicht op de Politiediensten en van het Vast Comité van Toezicht op de Inlichtingen- en Veiligheidsdiensten.

## Hoofdtaken
De missie van de ADIV is het beschermen van:
- Defensiepersoneel (zowel militair als civiel)
- Defensieoperaties
- Belgische burgers
- Militaire infrastructuren en netwerken
- Militaire wapensystemen
- Economische en wetenschappelijke dreigingen in België
- De vitale infrastructuur van het land
- Alle soorten vertrouwelijke informatie

Zowel in de fysieke als virtuele wereld, beschermt de ADIV tegen alle soorten bedreigingen:
- Inmenging door een politieke of economische kracht van buitenaf
- Politiek of religieus radicalisme
- Terrorisme
- Klassieke of economische spionage
- Desinformatie
- Nucleaire proliferatie
- Cyberaanvallen

Zoals gedefinieerd door een Koninklijk Besluit na advies van de Nationale Veiligheidsraad:
- het zorgen voor het behoud van de militaire veiligheid van het personeel dat onder de Minister van Defensie ressorteert en van de militaire installaties, wapens, munitie, uitrusting, plannen, geschriften, documenten, informatica- en verbindingssystemen of andere militaire voorwerpen
- het beschermen van het geheim dat verbonden is met deze voorwerpen en het uitvoeren van de veiligheidsonderzoeken die hen toevertrouwd worden.

Deze opdrachten worden in artikel 11 van de Wet van 30 november 1998 houdende regeling van de Inlichtingen -en Veiligheidsdiensten bepaald. Dezelfde wet kent de dienst bevoegdheden toe om zowel via menselijke bronnen (HUMINT) als door middel van technische toepassingen (SIGINT) inlichtingen te vergaren. In 2010 werd aan de twee Belgische inlichtingendiensten met de Wet op de Bijzondere Inlichtingenmethoden (BIM) de bevoegdheid gegeven om technische middelen in te zetten voor het uitvoeren van hun missies. Deze dienen proportioneel te zijn aan de dreiging waartegen ze worden ingezet, en kunnen enkel door de dienst worden uitgevoerd (subsidiariteit). De ADIV zet het merendeel van zijn BIM-methoden in ten behoeve van de contraspionage. De dienst maakt ook deel uit van een aantal internationale SIGINT samenwerkingsverbanden in en buiten NAVO-verband.

## Geschiedenis
De Belgische militaire inlichtingendienst heeft antecedenten die teruggaan tot de oorsprong van het Belgische leger in 1830, maar de huidige dienst was een voortzetting van het in 1910 opgerichte 2de Bureau van de generale staf. Omdat deze embryonale militaire inlichtingendienst te jong en te klein was om doeltreffend te zijn bij de uitbraak van de Eerste Wereldoorlog, werd op 1 april 1915 aan het IJzerfront bij Koninklijk Besluit de Militaire Veiligheid opgericht, de Sûreté Militaire. Die werd bevoegd voor inlichtingen, contraspionage en de interne veiligheid van het Belgische leger. Tijdens de Eerste Wereldoorlog voerde de dienst de inlichtingenoperaties van het leger uit en coördineerde hij verzetsactiviteiten achter de vijandelijke linies. Na de Wapenstilstand werd de dienst verantwoordelijk voor de veiligheid van de Belgische troepen die deelnamen aan de bezetting van het Rijnland. In 1923 ondersteunde de Militaire Veiligheid zelfs een poging tot staatsgreep in het Ruhrgebied. Met zijn contraspionagetaken ging het 2e Bureau een rivaliteit aan met de burgerlijke veiligheidsdienst, de Dienst voor de Veiligheid van de Staat. Maar een schandaal veroorzaakt door het uitlekken van valse aanvalsplannen tegen Nederland en Duitsland, in wat bedoeld was als een beïnvloedingsoperatie tegen de Vlaamse Beweging, bekend als de affaire van de "Utrechtse documenten", leidde tot de afschaffing van de Militaire Veiligheid en de overdracht van zijn taken aan de burgerlijke inlichtingendienst in 1929. Het 2de Bureau van de generale staf bleef wel behouden.
De oorlogsdreiging zorgde voor de restitutie van de militaire inlichtingendienst in 1937, deels om het hoofd te bieden aan een golf van Duitse spionage. De houding van de Belgische regering, die krampachtig vasthield aan de neutraliteit, verhinderde een doeltreffende heropstart. In januari 1940 bemachtigde de dienst de Luftwaffe-instructies voor Fall Gelb, de Duitse invasie van Frankrijk, Nederland en België, toen het vliegtuig met de koerier neerstortte op Belgische bodem in het huidige Maasmechelen 
. De gedeeltelijk verbrande plannen lieten afleiden met welke manoeuvres de drie landen zouden worden binnengevallen. Ondanks een poging om dit voor de Duitsers te verbergen, stelde Hitler de invasie toch uit tot de lente. De Belgen deelden de plannen met Nederland, Frankrijk en Engeland. De uiteindelijke mei-invasie bleek weinig verschillend van wat kon worden afgeleid uit de documenten van de winter ervoor. Kort voor de invasie werden de Staatsveiligheid en de militaire inlichtingendienst door een angstvallige regering samengevoegd om gezamenlijk op de oorlogsdreiging te werken, maar dit had weinig meer effect dan administratieve chaos.
Tijdens de Achttiendaagse Veldtocht prees Leopold III de militaire inlichtingendienst voor de wijze waarop de dienst de situatie had opgevolgd en de snelheid waarmee hij aan informatie was geraakt, vaak beter dan de Fransen. Niet-gevangen inlichtingenofficieren die Engeland bereikten, zouden opnieuw de verzetsactiviteiten op bezette grond coördineren. Het 2e Bureau zou nauw samenwerken met de Britse Special Operations Executive. De werking werd echter belemmerd door het wantrouwen van de Belgische regering in ballingschap, die de civiele Staatsveiligheid verkoos boven de militaire inlichtingendienst. Aanleiding was het conflict van de regering met koning Leopold III van België, die na de overgave ervoor had gekozen in België te blijven en een gevangene van de nazi's was geworden. De regering vreesde dat de militaire dienst te loyaal zou zijn aan de koning, hun opperbevelhebber, en achtte dat een politiek en veiligheidsrisico. De Staatsveiligheid zou het 2e Bureau degraderen tot het verwerken van reeds gefilterde inlichtingen, zonder te communiceren over operaties in België, terwijl ze militaire verzetsgroepen achterstelde. De Militaire Veiligheid raakte zo gefrustreerd door de rivaliteit met de Staatsveiligheid dat er een Hoge Commissaris moest worden aangesteld om de twee inlichtingendiensten te coördineren en hen ertoe te brengen de oorlog tegen de nazi's te voeren in plaats van een oorlog tegen elkaar.
Na de Bevrijding moest het Belgisch leger opnieuw worden opgericht. De inlichtingencomponent (J2) werd benoemd als Direction Supérieure du Renseignement et de l'Historique (afgekort S.D.R.H. met de eerste twee letters omgedraaid om de spionerende vijand te verwarren). De dienst hield zich bezig met de jacht op collaborateurs en spionage en actie in de door de Sovjets gecontroleerde delen van Duitsland. Voor dat laatste was er een topgeheime sectie opgericht, "les services spéciaux". De "Equipes spéciales de Renseignements" waren de inlichtingensecties van de in Duitsland gevestigde Belgische troepen. De SDRH had ook belangstelling voor de opkomst van het communisme en werkte samen met particuliere inlichtingendiensten, vaak bemand door oudgedienden van het verzet en van de Militaire Veiligheid, die zich bezighielden met het monitoren en bestrijden van communisten. De militaire inlichtingendienst voerde in 1950 operaties uit ter ondersteuning van het Belgische contingent dat deelnam aan de VN-interventie in de Koreaanse Oorlog. Thuis werd de dienst verantwoordelijk gemaakt voor de militaire kant van de door de NAVO geleide operatie Stay Behind (beter bekend als Operatie Gladio) ter voorbereiding op een mogelijke Sovjetinvasie van het Westen: onder invloed van en nauw samenwerkend met de Britse en Amerikaanse geheime diensten, was dit de taak van de Service de Documentation, Renseignement et de l'Action (SDRA) VIII. De concurrentie met de Staatsveiligheid werd verwoed verdergezet. De SDRH stond ook in voor het secretariaat van het topgeheime Ministerieel Comité voor Verdediging en zijn latere reïncarnatie, het Ministerieel Coördinatiecomité voor Veiligheid en Defensie, een orgaan waarin nationale veiligheids- en defensievraagstukken werden besproken door de topambtenaren van de betrokken departementen.
Bij de hervorming van de Belgische generale staf in 1964 veranderde de benaming van de inlichtingensectie in Service Général de Renseignement. De SGR werd geherstructureerd en bestond uit een afdeling voor inlichtingen (SDRI), veiligheid (SDRA), financiën (SDRC) en het legerarchief (CDH). Het departement inlichtingen (I) werd voornamelijk bemand door militairen terwijl de veiligheidsdienst (CI) met burgers bevolkt werd, omdat het als contraproductief werd aanzien dat militairen desgevallend elkaar (of hun oversten) moesten onderzoeken. Hierdoor echter ontstond geleidelijk een tweespalt tussen de beide departementen.
De komst van de NAVO naar België in 1968, die samenviel met het groeiende belang van de Europese Gemeenschap, veranderde de inlichtingen- en veiligheidssituatie van het land drastisch. De toegevoegde internationale dimensie zou een verhoogde spionage-activiteit met zich meebrengen en van Brussel een doelwit voor terrorisme maken. Anglo-Amerikaanse zorgen over het vermogen van de Belgische veiligheidsdiensten om het hoofd te bieden aan de uitgebreide dreigingen moesten worden weggenomen door een toename van hun middelen, waarvan sommige met Amerikaans geld zouden worden betaald. Zowel Belgische militairen als ambtenaren van de andere ministeries hadden nu gemakkelijk toegang tot de internationale organisaties, waardoor ze een primair doelwit waren voor de KGB (Sovjet-Unie) en andere spionnen van het Warschaupact. Terwijl de Staatsveiligheid verantwoordelijk was voor het grootste deel van deze activiteit, viel militaire contraspionage onder SDRA III van de SGR.
In 1974 was de SGR betrokken bij de oprichting van het Public Information Office (PIO), een PR-organisatie waarmee toenmalig minister van Defensie Paul Vanden Boeynants de kritiek van voornamelijk pacifistische en communistische bewegingen op het leger wilde aanpakken. Het commando van het PIO werd waargenomen door SDRA-majoor Jean Bougerol. Symptomatisch voor de obsessie van de SGR voor links, geraakte het PIO nauw verweven met rechtse particuliere inlichtingendiensten en andere duistere anticommunistische organisaties, die de PIO zelfs overnamen toen het ministerie deze in 1979 afschafte.
Tijdens de jaren tachtig zorgden een aantal incidenten, waaronder de moordpartijen van de Bende van Nijvel, de aanslagen van de extreemlinkse terreurgroep Cellules Communistes Combattantes (CCC) en de activiteiten van rechtse organisaties zoals het Front de la Jeunesse, de Vlaamse Militanten Orde en de neonazistische Westland New Post, voor kritiek op de werking en doeltreffendheid van de politie en inlichtingendiensten. Parlementaire onderzoeken naar deze wantoestanden brachten vooral de burgerlijke Veiligheid van de Staat in een kwaad daglicht, maar de onthullingen over de Stay Behind-activiteiten hadden ook een negatieve weerslag op de SGR. In 1989, een jaar nadat de SGR de Belgische luchtmachtkolonel Guy Binet had betrapt op spionage voor de Russische GRU, werd de Generale Staf opnieuw gereorganiseerd met onder meer wijzigingen in de inlichtingensectie, die de naam Algemene Dienst Inlichting en Veiligheid (ADIV) kreeg. De bepalingen van deze wet weerspiegelden de historische taken van de dienst op het gebied van militaire veiligheid en contraspionage, betrekkingen met nationale en buitenlandse inlichtingendiensten en de bescherming van het militair geheim.
In 1991, na twee regeringsonderzoeken, werd een permanent toezichtsorgaan opgericht om de twee Belgische inlichtingendiensten onder democratische controle te brengen: het Vast Comité van Toezicht op de inlichtingen- en veiligheidsdiensten. In 1998 werd de Wet houdende regeling van de inlichtingen- en veiligheidsdienst ingevoerd met betrekking tot de missies en toegestane methoden van de ADIV en de VSSE.  Gedurende deze tijd liep het Belgische leger een trauma op in 1994, toen tien Belgische para's werden geëxecuteerd in Rwanda tijdens een VN-vredesmissie. Aangezien de internationale taskforce ter plekke omwille van het gangbare VN-beleid geen noemenswaardige inlichtingencapaciteit had, werden de gebeurtenissen toegeschreven aan gebrekkige informatie. Een direct gevolg hiervan was de beslissing dat voortaan altijd een inlichtingeneenheid bij elke buitenlandse missie van het Belgische leger moest gevoegd worden. Het was een crisisjaar voor de ADIV, waarin het commando van de dienst maar liefst vijf keer wisselde.
Halverwege de jaren negentig verschenen er in de pers een aantal beweringen over de ADIV, over het afluisteren van burgers, over de hervorming van provinciale buitenposten die deden denken aan de Stay Behind-netwerken, terwijl nog een ander artikel berichtte over een tekst met racistische uitlatingen die van de geheime dienst afkomstig zou zijn. Het Comité I onderzocht deze aantijgingen om te concluderen dat er niets van aan was. De ADIV ging doorheen de jaren 2000 gebukt onder een malaise, veroorzaakt door een tekort aan middelen en mankracht, maar vooral een groeiende strijd tussen de militaire inlichtingenpijler en de burgerlijke contra-inlichtingenpijler. Hierdoor leverden doorlichtingen van de werking van de dienst, uitgevoerd door het Comité I, ontluisterende en negatieve resultaten op. Ondanks deze gebreken werd wel gewezen op de kwaliteit van de analyses over buitenlandse inlichtingendoelen. Centraal-Afrika, met name Congo, is hierin een prioriteit. Dankzij de historische band heeft België daar met de ADIV een sterke informatiepositie.
De ADIV heeft een bescheiden imagery intelligence-capaciteit (IMINT): hoewel België soms IMINT ontvangt van zijn Amerikaanse bondgenoot, neemt België samen met Frankrijk deel aan het satellietprogramma Helios II om zijn eigen beelden te verkrijgen. De ADIV heeft een zeer nauwe relatie met het National Security Agency en neemt deel aan een aantal internationale SIGINT-coalities, NAVO SYGDASIS en is het een partner in de SIGINT Seniors Europe, ook wel de Fourteen Eyes genoemd. In 2014 kreeg de ADIV te maken met een aanval op het eigen netwerk, waarvoor het echter kon rekenen op geallieerde hulp in de vorm van het U.S. Cyber Command. De dienst was in staat om haar intercepties uit te breiden nadat in 2010 de wetgeving inzake Bijzondere Inlichtingenmethoden (BIM) werd uitgevaardigd om geavanceerde afluister- en surveillancemethoden mogelijk te maken, onder nauwlettend toezicht van het Comité I. Als reactie op toenemende dreigingen stelt BIM de ADIV ook in staat om effectiever op te treden inzake cyberveiligheid, onder meer met de bevoegdheid om offensief te reageren op een cyberaanval. In 2017 werden de BIMs ook uitgebreid naar het buitenland.
Traditioneel gefocust op contraspionage, raakte de ADIV vanaf 2014 meer betrokken bij terrorismebestrijding ter ondersteuning van zijn burgerlijke tegenhanger VSSE. Na de Aanslagen in Parijs in november 2015 en de Aanslagen in Brussel op 22 maart 2016 gaf de ADIV de VSSE volledige toegang tot zijn technische middelen om het onderzoek bij te staan. De terreurdreiging deed de beide diensten naar elkaar toegroeien, waar in het verleden wroeging bestond omdat de VSSE zich als enige bevoegd achtte om over terrorisme te werken. Een recent ingediend Nationaal Strategisch Inlichtingenplan definieert onderlinge samenwerking op gezamenlijke thema's. De hernieuwde aandacht voor de werking van de inlichtingen- en veiligheidsdiensten door politiek en media in de nasleep van de aanslagen van 2015-16, bracht de interne werkingsproblemen van de ADIV, met het op de spits gedreven conflict tussen de afdelingen I en CI, opnieuw naar voor. In 2017 werd luchtmachtgeneraal Claude Van de Voorde aangesteld om de dienst te hervormen en te moderniseren.

## Commando
De leiding van de militaire inlichtingendienst is steeds door een militair waargenomen.
- 1913-1914: majoor H. Maglinse
- 1914-1915: majoor Joseph Christophe
- 1915-1917: majoor Henri-David Seligmann
- 1917-1920: majoor J. Schmit
- 1920-1927: luitenant-kolonel M. Tasnier
- 1927-1928: kolonel C.V. De Grox
- 1928-1929: luitenant-kolonel F.G. Duthoy
- 1929-1934: kolonel P. Diepenrykx
- 1934-1938: luitenant-kolonel F. G. Merckx
- 1938-1940: kolonel Victor Neefs
- 1941: kolonel P. Diepenrykx
- 1941-1942: kapitein-kommandant J.A. Ducq
- 1942: kapitein-kommandant H. Bernard
- 1942-1944: luitenant-kolonel Jean Marissal
- 1944: luitenant-kolonel P. Devaux
- 1945-1951: kolonel René Mampuys
- 1951-1955: kolonel E. Lallemand
- 1955-1961: kolonel R. Margot
- 1961-1965: generaal-majoor R. De Pue
- 1965-1969: generaal-majoor G.W. Baurin
- 1969-1974: generaal-majoor P. Verguyse
- 1975-1978: generaal-majoor A. Matton
- 1978: Generaal-majoor R. Tabary
- 1978-1979: generaal-majoor H. Peters
- 1979-1983: generaal-majoor P. Tichon
- 1983-1984: kolonel M. Moreau
- 1984-1986: generaal-majoor J. De Mild
- 1986-1991: generaal-majoor R. Van Calster
- 1991-1992: generaal-majoor J. Schellemans
- 1992-1993: kolonel F. Carlier
- 1993-1994: generaal-majoor P. Delhotte
- 1994: kolonel F. Carlier
- 1994: generaal-majoor G. Bastien
- 1994: kolonel M. Verschoore
- 1994-1996: generaal-majoor Paul Georis
- 1997-1999: generaal-majoor G. Simons
- 1999-2004: generaal-majoor J. Michaux
- 2004-2012: viceadmiraal Michel Hellemans
- 2012-2017: luitenant-generaal Eddy Testelmans
- 2017-2020: luitenant-generaal Claude Van de Voorde
- 2020-2021: generaal-majoor Philippe Boucké
- 2021-2023: Vice-admiraal Wim Robberecht
- 2024-heden: Generaal-majoor Stéphane Dutron